# Chevigney-lès-Vercel
Chevigney-lès-Vercel és un municipi francès situat al departament del Doubs i a la regió de Borgonya - Franc Comtat. L'any 2007 tenia 126 habitants.

## Demografia

### Població
El 2007 la població de fet de Chevigney-lès-Vercel era de 126 persones. Hi havia 40 famílies de les quals 4 eren unipersonals (4 dones vivint soles i 4 dones vivint soles), 12 parelles sense fills, 20 parelles amb fills i 4 famílies monoparentals amb fills.
La població ha evolucionat segons el següent gràfic:
Habitants censats

### Habitatges
El 2007 hi havia 48 habitatges, 41 eren l'habitatge principal de la família, 5 eren segones residències i 2 estaven desocupats. 42 eren cases i 3 eren apartaments. Dels 41 habitatges principals, 35 estaven ocupats pels seus propietaris i 6 estaven llogats i ocupats pels llogaters; 2 tenien dues cambres, 1 en tenia tres, 8 en tenien quatre i 30 en tenien cinc o més. 40 habitatges disposaven pel capbaix d'una plaça de pàrquing. A 13 habitatges hi havia un automòbil i a 25 n'hi havia dos o més.

### Piràmide de població
La piràmide de població per edats i sexe el 2009 era:
| Homes | Edats   | Dones |
| ----- | ------- | ----- |
| 0     | 95 o +  | 0     |
| 0     | 90 a 94 | 0     |
| 0     | 85 a 89 | 0     |
| 0     | 80 a 84 | 0     |
| 0     | 75 a 79 | 0     |
| 0     | 70 a 74 | 4     |
| 8     | 65 a 69 | 4     |
| 4     | 60 a 64 | 4     |
| 4     | 55 a 59 | 0     |
| 0     | 50 a 54 | 0     |
| 0     | 45 a 49 | 0     |
| 4     | 40 a 44 | 8     |
| 8     | 35 a 39 | 8     |
| 8     | 30 a 34 | 8     |
| 0     | 25 a 29 | 0     |
| 4     | 20 a 24 | 0     |
| 4     | 15 a 19 | 4     |
| 0     | 10 a 14 | 8     |
| 0     | 5 a 9   | 8     |
| 8     | 0 a 4   | 4     |

## Economia
El 2007 la població en edat de treballar era de 71 persones, 60 eren actives i 11 eren inactives. De les 60 persones actives 57 estaven ocupades (30 homes i 27 dones) i 3 estaven aturades (1 home i 2 dones). De les 11 persones inactives 1 estava jubilada, 7 estaven estudiant i 3 estaven classificades com a «altres inactius».
Activitats econòmiques
Dels 6 establiments que hi havia el 2007, 1 era d'una empresa extractiva, 1 d'una empresa de fabricació d'altres productes industrials, 1 d'una empresa d'hostatgeria i restauració, 2 d'empreses de serveis i 1 d'una empresa classificada com a «altres activitats de serveis».
L'any 2000 a Chevigney-lès-Vercel hi havia 3 explotacions agrícoles que ocupaven un total de 147 hectàrees.

## Poblacions més properes
El següent diagrama mostra les poblacions més properes.